# Кузерколи (Форли-Чезена)
Кузерколи (итал. Cusercoli) је насеље у Италији у округу Форли-Чезена, региону Емилија-Ромања.
Према процени из 2011. у насељу је живело 1076 становника. Насеље се налази на надморској висини од 115 м.